# آرامکس
آرامکس (به انگلیسی: Aramex) شرکت لجستیک اردنی است، که در زمینه حمل‌ونقل کالا و محموله، پست اکسپرس ارائه خدمات لجستیکی و پشتیبانی فعالیت می‌نماید. 
شرکت آرامکس در سال ۱۹۸۲ توسط فادی غندور راه‌اندازی شد و در حال حاضر شمار کارکنان این شرکت بالغ بر ۱۳ هزار نفر است و دارای عملیات در ۵۴ کشور جهان می‌باشد.
دفتر مرکزی این شرکت در شهر امان، اردن قرار دارد و دفتر عملیاتی آن نیز در شهر دبی، امارات مستقر می‌باشد. بخشی از سهام شرکت آرامکس در بازار بورس نزدک و بازار مالی دوبی معامله می‌شود.